# 300 Carlos
El «300 Carlos», conocido también como «Infierno Grande» o «La Fábrica», fue un centro clandestino de detención y tortura (CCDT) que funcionó desde principios de noviembre de 1975 hasta mediados del año 1977, durante la última dictadura cívico-militar de Uruguay.

## Ubicación
Este centro de detención funcionó en el galpón n° 4 del Servicio de Material y Armamento del Ejército (S.M.A.), ubicado en Avenida de las Instrucciones 1925, en el predio contiguo al Batallón de Infantería N°13, en el departamento de Montevideo.

## Descripción
El origen del nombre no está claro. Una versión es que el operativo "Morgan" debía detener 300 cuadros comunistas, de modo de destruir a dicho partido político y Carlos refiere a Karl Marx. Lo otro que se sabe es que 300 es clave de muerte. Los represores usaban el nombre "300 Carlos", mientras que los detenidos lo llamaban "Infierno grande". 
El centro consistía en un galpón de 30 a 40 metros de largo por 15 metros de ancho. Se accedía vía portón corredizo y poseía ventanas superiores contra el techo. Poseía un suelo de hormigón y, de acuerdo a testimonios de algunos detenidos, poseía pozos tapados con tablones a los que denominaron «fosas». Dichos pozos serían para empotrar a las máquinas que estaban en el galpón.
Se atestiguaron con claridad cuatro secciones: entrepiso con salas de interrogatorios y un baño, y el espacio del galpón dividido en A, B y C, donde, por un lado, los detenidos eran puestos de «plantón» uno junto al otro; por otro, se los forzaba a permanecer sentados durante días y en el sector restante se encontraban los detenidos en muy malas condiciones físicas. 
Al entrepiso se accedía mediante una escalera de 17 escalones. Desde el entrepiso se podía observar el resto del galpón. En planta baja se encontraba debajo del baño de planta alta.

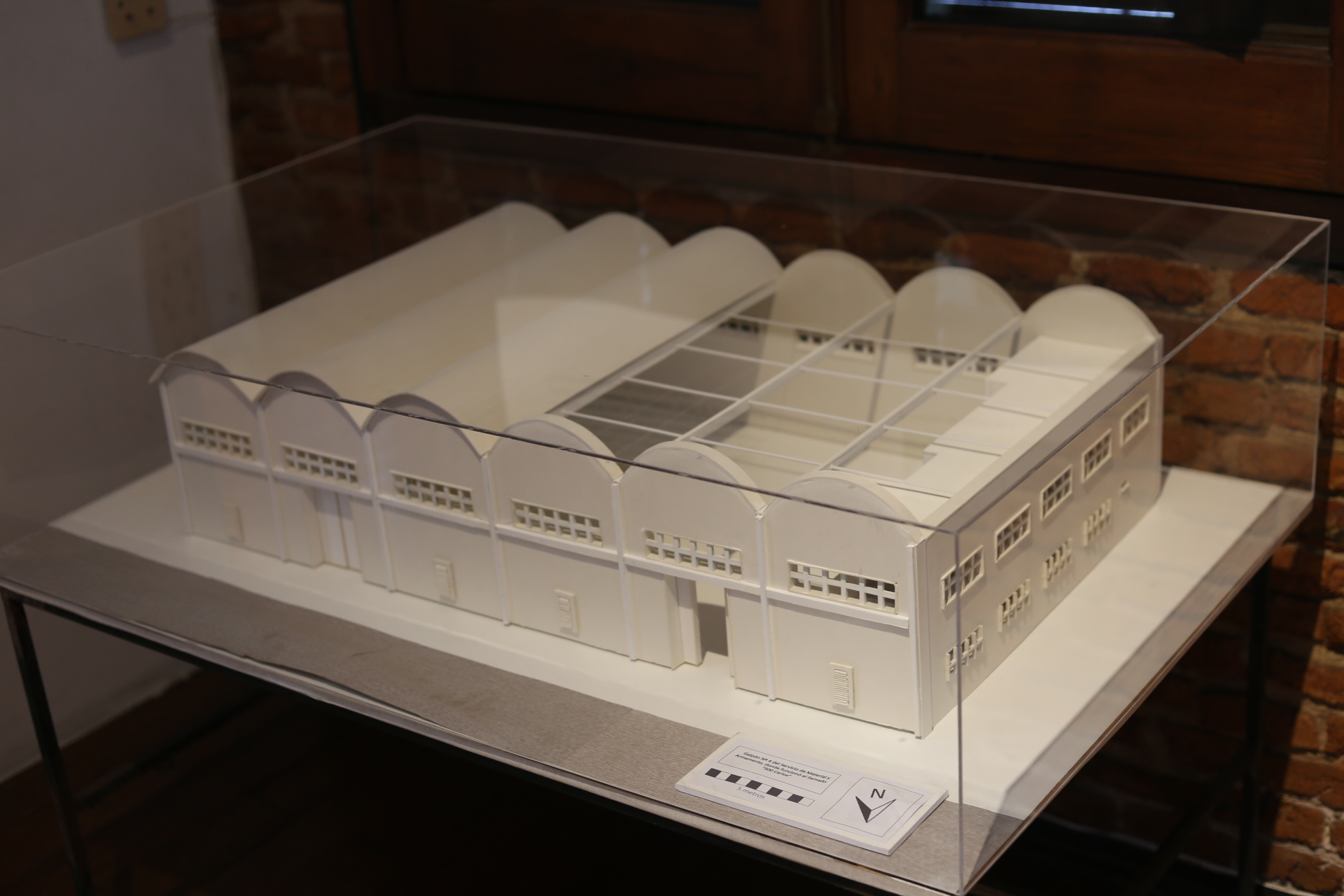
Maqueta del «300 Carlos» en exhibición en el Museo de la Memoria

El "300 Carlos" integró junto al «300 Carlos R» los Centros Clandestinos de Detención y Tortura.

## Presente
El 27 de junio de 2016 se colocó una placa recordatoria y se anunció que el galpón «está intacto» y que son «fácilmente reconocibles la escalera, la sala de tortura, las máquinas y hasta los huecos en el piso».

## Desaparecidos
- Eduardo Bleier Horovitz (29.10.1975).
- Juan Manuel Brieba (30.10.1975).
- Fernando Miranda Pérez (30.11.1975).
- Carlos Pablo Arévalo Arispe (15.12.1975).
- Julio Gerardo Correa Rodríguez (16.12.1975).
- Otermin Laureano Montes de Oca Doménech (17.12.1975)
- Elena Quinteros Almeida (24.06.1976)
- Julio Escudero Mattos (09.01.1976)